# Конопацький Сергій Васильович
Сергі́й Васи́льович Конопа́цький (26 березня 1973 — 29 серпня 2014) — солдат Збройних сил України, учасник російсько-української війни.

## Короткий життєпис
Народився 1973 року в місті Інгулець Дніпропетровської області.
Призваний на військову службу за частковою мобілізацією 19 травня 2014 року. Ніс службу у лавах 40-го батальйону територіальної оборони Дніпропетровської області «Кривбас».
Загинув 29 серпня 2014-го під час виходу з Іловайського котла «зеленим коридором» на дорозі біля села Чумаки.
Тимчасово були поховані місцевими мешканцями на сільському кладовищі: Олексій Горай, Катрич В'ячеслав, Роман Набєгов, Максим Сухенко; Олексій Вовченко, Віктор Шолуха, майор Дмитро Цуркан. Тоді ж загинув капітан МВС Руслан Халус з бійцем батальйону «Херсон» Олегом Гребінським та ще одним станом на січень 2017 року невстановленим бійцем.
14 вересня 2014 року тіло Сергія Конопацького ексгумували пошуковці Місії «Евакуація-200» («Чорний тюльпан»). Похований 7 серпня 2015 року на Кушугумському кладовищі Запоріжжя, ділянка № 19, як тимчасово невпізнаний Герой АТО. Перебував у списку зниклих безвісти, упізнаний за експертизою ДНК.
Перепохований 24 листопада 2017 у селі Широка Дача Широківського району, в Кривому Розі оголошено день жалоби.

## Нагороди та відзнаки
- Указом Президента України № 189/2018 від 27 червня 2018 року, «за особисту мужність і самовіддані дії, виявлені у захисті державного суверенітету та територіальної цілісності України», нагороджений орденом «За мужність» III ступеня (посмертно)[1].
- Нагороджений відзнакою Криворізької міської ради нагрудним знаком «За заслуги перед містом» III ступеня (посмертно).
- Його портрет розміщений на меморіалі «Стіна пам'яті полеглих за Україну» в Києві: секція 3, ряд 1, місце 37
- Вшановується 29 серпня на щоденному ранковому церемоніалі вшанування українських захисників, які загинули цього дня в різні роки внаслідок російської збройної агресії[2]

## примітки
1. ↑  Указ Президента України від 27 червня 2018 року № 189/2018 «Про відзначення державними нагородами України»
2. ↑  
Ранковий церемоніал вшанування загиблих героїв 29 серпня